# Mauritániai ouguiya
Az ouguiya Mauritánia hivatalos pénzneme 1973 óta. 2018. január elsején újraértékelték a pénznemet. 10 régi ouguiya (MRO) 1 új ouguiyával (MRU) lesz egyenértékű.

## Érmék

### 2009-es sorozat
| Névérték   | Műszaki paraméterek | Műszaki paraméterek | Műszaki paraméterek               | Leírás     |
| Névérték   | Átmérő              | Tömeg               | Összetétel                        | Perem      |
| ---------- | ------------------- | ------------------- | --------------------------------- | ---------- |
| 1 ouguiya  | 20 mm               | 3,8 g               | nikkel-acél                       | sima       |
| 5 ouguiya  | 24 mm               | 5,5 g               | kobalt-acél                       | sima       |
| 10 ouguiya | 24,5 mm             | 6 g                 | nikkel-acél                       | recés      |
| 20 ouguiya | 26 mm               | 7 g                 | mag: nikkel-acél, gyűrű: réz-acél | sima-recés |

## Bankjegyek
2014. december 4-én bocsátották ki az új polimer alapú 1000 ouguiyás bankjegyet.
| Névérték      | Méret       | Szín      | Leírás                              | Leírás                                      | dátumok            | dátumok     |
| Névérték      | Méret       | Szín      | Előoldal                            | Hátoldal                                    | kibocsátás         | visszavonás |
| ------------- | ----------- | --------- | ----------------------------------- | ------------------------------------------- | ------------------ | ----------- |
| 50 ouguiya    | 130 x 66 mm | rózsaszín | mór minták, Ibn Abbasz mecset       | Ardin hárfa, Tidinit lant, Tuareg teáskanna | 2017               | forgalomban |
| 200 ouguiya   | 134 x 65 mm |           |                                     |                                             | 2015               | forgalomban |
| 1000 ouguiya  | 142 x 70 mm | zöldeskék | arab minták                         | arab minták                                 | 2014. december 4.  | forgalomban |
| 5 000 ouguiya | 150 x 70 mm | olíva     | Ibn Abbasz nagymecset Nouakchottban | Nouadhibou kikötője, vonat                  | 2010. augusztus 8. | forgalomban |

## Külső hivatkozások
- bankjegyek képei
- 5000 ouguiyás bankjegy (franciául)
- 2009-es érmék (angolul)